# Waldhausen im Strudengau
Waldhausen im Strudengau là một đô thị thuộc huyện Perg thuộc bang Oberösterreich, Áo. Đô thị Waldhausen im Strudengau có diện tích 46,7 km², dân số thời điểm năm 2006 là 2957 người.